# Lecionário 156
O Lecionário 156 (designado pela sigla ℓ 156 na classificação de Gregory-Aland) é um antigo manuscrito do Novo Testamento, paleograficamente datado do Século X d.C.[a]
Este codex contém lições dos Actos dos Apóstolos e das epístolas  (conhecidos como Apostolarion). O manuscrito contém notas musicais. As dez primeiras folhas do manuscrito foram substituídas por papel no século XVI[a]. Foi escrito em grego, e actualmente se encontra na Biblioteca Nacional da França.